# Книга и Змея
«Книга и Змея» (англ. Book and Snake) — тайное общество старшекурсников Йельского университета, основанное в 1863 году.
Это четвертое старейшее тайное общество университета (первое — «Череп и кости», второе — «Свиток и ключ», третье — «Волчья голова»).

## История
Основано в 1863 году в Шеффилдской научной школе, которая существовала в 1847—1956 годах, как структурное подразделение Йельского университета, позже слилась с высшей школой Йельского университета. 
В отличие от других тайных обществ Йеля, которые ежегодно принимают 15 старшекурсников, «Книга и Змея» ежегодно принимает 16 новых членов.
В 1888 году для общества было построено здание — зал заседаний или «могила». Это здание без окон, отделанное белым мрамором, лицевая сторона здания архитектором Луисом Р. Гордоном скопирована с древнегреческого храма Эрехтейон, находящегося на афинском Акрополе.
В зал заседаний имеют доступ только члены общества «Книга и Змея».

## Члены общества

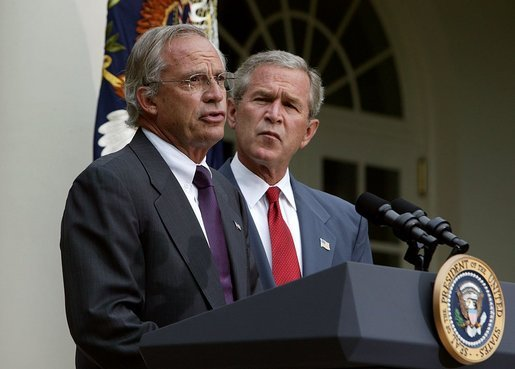
Портер Госс и президент США Джордж Буш-младший

- Брейди, Николас Фредерик, американский политик, сенатор США, 68-й министр финансов США (1988—1993).
- Бувье, Джон, американский биржевой маклер, отец Жаклин Кеннеди.
- Вудворд, Боб, американский журналист, известный своей работой по Уотергейтскому делу.
- Гейтс, Генри Луис, американский литературный критик, историк, писатель.
- Госс, Портер, американский государственный деятель, конгрессмен США, Директор Центральной разведки США (2004—2005) и ЦРУ (2004—2006).
- Деллинджер, Дэвид, американский радикальный пацифист и активист ненасильственных социальных перемен.
- Иган, Эдди, американский спортсмен, единственный в истории чемпион как летних, так и зимних Олимпийских игр в разных видах спорта.
- Нельсон, Клэренс Уильям, американский политик, конгрессмен и сенатор  США, участник программы «Политик в космосе» — в 1986 году участвовал в космическом полете.
- Рид, Огден, американский политик и дипломат, член Палаты представителей США, посол США в Израиле.
- Форд, Генри II, американский предприниматель, президент Ford Motor Company (1945—1960), внук Генри Форда.
- Эспин, Лес, американский политик, конгрессмен США от штата Висконсин (1971—1993), 17-й Министр обороны США (1993—1994).